# Двовимірний опис об'єкта
Двов́имірний óпис об'́єкта - Опис об'єкта в двох вимірах. 
- Просторові виміри. Розташування в цих двох вимірах звичайно визначається парою координат Х та Y. Опис стосується геометрії об'єктів. Застосовується у практиці обробки інформації.

- Виміри-аспекти. Мають місце у соціально-економічних системах. Ці системи описують у двох аспектах: з погляду її функцій і дій та з погляду тих методів і засобів, за допомогою яких ці дії реалізовуються. Відповідно така система має і дві структури: функціональну та схемну. Зазначену систему можна подати в матричній формі, де найменуваннями рядків будуть елементарні функції, а найменуваннями стовпців — елементарні схеми. Елементи системи міститимуться на перетині рядків і стовпців цієї матриці. Вектор-рядок елементів, пов’язаних із реалізацією певної функції, буде функціональною підсистемою, а вектор-стовпець елементів — схемною підсистемою, що реалізує певний набір функцій.

Такий двовимірний опис системи зручний для будь-яких типів систем. Наприклад, систему управління підприємством або галуззю можна подати, з одного боку, як певний набір функціональних підсистем (планування, керівництва, обліку, матеріального забезпечення), а з другого — як набір схемних підсистем, що відбивають комплекси методів і засобів, за допомогою яких ці функції реалізовуються (інформаційна підсистема, організаційно-правова підсистема, підсистема технічного забезпечення, підсистема математичного забезпечення і т. ін.).